# Jim Gilmore
James Stuart "Jim" Gilmore III (Richmond, 6 ottobre 1949) è un avvocato e politico statunitense.

## Biografia
È stato il sessantottesimo governatore della Virginia. I suoi genitori furono Margaret Evelyn Kandle e James Stuart Gilmore. Ha studiato alla John Randolph Tucker High School e poi all'università della Virginia, terminandola nel 1971
In qualità di governatore della Virginia ha rifiutato la grazia a Derek Rocco Barnabei.
Fra le altre cariche ricoperte quella di Attorney General per lo stato della Virginia. Sposò Roxane Gatling Gilmore da cui ebbe due figli, Jay e Ashton.
È stato Presidente del Partito Repubblicano per tutto l'anno 2001.
Candidatosi alle Primarie Repubblicane del 2008 si ritira prima dell'inizio delle primarie a causa della scarsità nella raccolta fondi e basso consenso nei sondaggi. Ha sostenuto il candidato ufficiale alla nomination, il senatore John McCain.
Il 30 luglio 2015 annuncia la sua candidatura alle Presidenziali del 2016 per i repubblicani. È il 17ª repubblicano in corsa per le primarie, ultimo a candidarsi, determinando il record assoluto per numero di candidati in un'elezione primaria di entrambi gli schieramenti.
I sondaggi nazionali lo quotano per tutta la campagna tra lo 0,0% e lo 0,2%, ultimo tra tutti i candidati.
Il 1º febbraio 2016, il primo voto del caucus dell'Iowa si rivela una sconfitta disastrosa per Gilmore: 0,01% pari a 12 preferenze classificando ultimo come 12º su 10 candidati nazionali rimasti venendo persino scavalcato dai candidati individuali locali che insieme hanno totalizzato 117 superandolo.
Le primarie in New Hampshire, la settimana successiva, confermano il trend disastroso del candidato poiché ottenendo 133 voti (0,05%) si conferma all'ultimo posto 10 su 8 candidati nazionali subendo anche qui lo smacco di essere superato nel totale dei voti dai candidati locali e persino da quelli ritiratisi che totalizzano insieme 4.857 voti (addirittura viene umiliato da ex candidati repubblicani ritiratisi dopo la sconfitta in Iowa che da soli riescono a prendere anche centinaia di voti in più come il senatore del Kentucky, Rand Paul, 1900 voti allo 0,67%, l'ex governatore dell'Arkansas e candidato alle primarie 2008, Mike Huckabee, 215 voti allo 0,0% e l'ex senatore della Pennsylvania e candidato alle primarie 2012, Rick Santorum, 155 voti allo 0,0%, ma viene persino sconfitto dal candidato perenne, il cospirazionista vessatorio Andy Martin che riesce a strappare 169 voti).
Il 12 febbraio 2016, dopo 5 giorni dalle primarie, preceduto dal governatore del New Jersey Chris Christie e dall'ex presidente e amministratore delegato di HP, Carly Fiorina (che avevano riscontrato dei risultati di gran lunga migliori) annuncia il suo ritiro dalla corsa per le Presidenziali. È il terzo a ritirarsi dopo le primarie del New Hampshire, dopo Christie e Fiorina ed il sesto dopo un voto elettorale dopo Mike Huckabee, Rand Paul e Rick Santorum (tutti dopo il caucus in Iowa) mentre è l'undicesimo in assoluto dopo Rick Perry, Scott Walker, Bobby Jindal, Lindsey Graham e George Pataki.
Anche se non ufficialmente candidato Gilmore ha ottenuto 884 voti alle primarie nella sua Virginia (0,1%) di cui fu governatore, 753 alle primarie in Massachusetts (0,12%), 269 a quelle del Tennessee (0,03%), 25 in quelle portoricane (0,07%), 319 in quelle della Florida (0,01%) e 265 voti a quelle della Carolina del Nord (0,02%), 242 nel Wisconsin (0,02%). Il 7 giugno, ultima data delle primarie, Gilmore ottiene lo 0,71% in California (14 997 voti), il miglior risultato della sua campagna. Complessivamente Gilmore, in queste primarie, ha preso 17,619 voti reali (0,06%), non eleggendo alcun delegato. Gilmore si è così posizionato al penultimo posto tra i candidati repubblicani nazionali per voti espressi, prima di Rick Santorum.
Il 6 maggio 2016, con il ritiro dalla corsa repubblicana di John Kasich e Ted Cruz, l'unico in corsa rimane il miliardario radicale, Donald Trump famoso per le idee choc su immigrazione e una campagna violenta e offensiva, tanto da essere inviso all'apparato tutto, decide, nonostante ciò, di fare proprio l'appello del partito ad unirsi su Trump per sconfiggere Hillary Clinton appoggiando il tycoon. È il sesto, dopo Mike Huckabee, Bobby Jindal, Scott Walker, Rick Perry, Rand Paul a fare un endorsement dopo il voto in Indiana (3 maggio) in suo favore quando ormai Trump è rimasto il candidato unico mentre è il terzo, dopo Huckabee e Paul, a fare il suo primo endorsement sempre in suo favore in tutta la sua campagna primaria. È il diciottesimo in assoluto a fare un endorsement dopo Lindsey Graham (Bush), Rick Perry (Cruz), George Pataki (Rubio), Bobby Jindal (Rubio), Rick Santorum (Rubio), Chris Christie (Trump), Carly Fiorina (Cruz), Ben Carson (Trump), Lindsey Graham (ri-endorsement per Cruz), Jeb Bush (Cruz), Scott Walker (Cruz), George Pataki (ri-endorsement per Kasich), Mike Huckabee (Trump), Bobby Jindal (ri-endorsement per Trump), Scott Walker (ri-endorsement per Trump), Rick Perry (ri-endorsement per Trump), Rand Paul (Trump), tredicesimo dopo Santorum (Iowa), Christie (Nevada), Fiorina (Michigan-Mississippi-Hawaii-Idaho), Carson (Guam-Washington DC-Wyoming), Graham (Florida-Illinois-Missouri-Carolina del Nord-Ohio-Isole Marianne), Bush (Arizona e Utah), Walker (Nord Dakota-America Samoa), Pataki (Wisconsin), Huckabee (Indiana), Jindal (Indiana), Walker (Indiana), Perry (Indiana), Paul (Indiana), a farlo dopo un voto elettorale. È il terzo, dopo Mike Huckabee e Rand Paul, a fare il suo primo endorsement di tutta la campagna primaria dopo le primarie in Indiana quando Trump è rimasto solo. È l'ottavo a sostenere Trump dopo il governatore del New Jersey, il moderato Chris Christie e il neurorchirurgo nero radicale anti-establishment Ben Carson, quando c'era più competitor, l'ex governatore dell'Arkansas ed ex candidato 2008 Mike Huckabee, l'ex governatore della Louisiana Bobby Jindal, il governatore del Wisconsin Scott Walker, l'ex governatore del Texas, Rick Perry e il senatore del Kentucky, Rand Paul dopo che è rimasto l'unico in corsa.